# Cover Flow
Cover Flow (voorheen CoverFlow) is een driedimensionaal onderdeel van de grafische gebruikersomgeving dat gebruikt wordt in de Apple-producten Finder, verschillende iPods, iPhone en Safari. Met Cover Flow kan het bladeren door bestanden, muziek en website zichtbaar worden gemaakt.

## Overzicht
CoverFlow is uitgevonden door kunstenaar Andrew Coulter Enright en werd als eerste geïmplementeerd door de onafhankelijke Macintoshontwikkelaar Jonathan del Strother via zijn bedrijf Steel Skies.
CoverFlow werd in 2006 gekocht door Apple Inc. en werd gebruikt in de muziekapplicatie iTunes 7.0 die op 12 september 2006 uitkwam. Apple veranderde de naam naar “Cover Flow”. Op 9 januari 2007 maakte Apple bekend dat de iPhone Cover Flow zou gaan gebruiken.
Tijdens zijn presentatie tijdens het World Wide Developers Conference op 11 juni 2007 maakte Steve Jobs bekend dat Cover Flow als een optie voor de weergave van bestanden in de Finder van Leopard.
Op 5 september 2007 werd bekend dat Cover Flow gebruikt zou gaan worden in de derde generatie iPod nano en de nieuwe iPod classic en de iPod touch. Ten slotte is Cover Flow geïmplementeerd in Apples webbrowser Safari.
Bij het uitbrengen van iTunes versie 11.0 is Cover Flow verwijderd uit de interface.